# 역기 (전한)
역기(酈寄, ? ~ ?)는 전한 전기의 군인으로, 자는 황(況, 兄)이며, 진류군 고양현(高陽縣) 사람이다. 개국공신 역상의 아들이다.

## 사적
고후 8년(기원전 180년), 고후가 죽었다. 이때 대신들은 전횡을 일삼던 여록·여산 등 여씨 일족을 주멸하려 하였다. 마침내 제애왕이 거병하였고, 여록 등은 관영을 보내 유양을 치게 하였으나 관영과 유양은 서로 모의하고 싸우지 않았다. 이때 태위 주발과 승상 진평이 역기의 아버지 역상을 협박하니, 평소 여록과 친분이 있었던 역기는 여록에게 봉국으로 갈 것을 권하였다. 여록은 역기의 말을 옳게 여겼고, 자주 사냥을 나갔다.
8월, 여산의 측근이 여산에게 봉국으로 가지 말라고 진언하였다. 여산은 급히 궁으로 들어갔는데, 이에 주발은 역기와 전객 유갈을 여록에게 보내 황명을 사칭하여 북군(北軍)을 주발에게 넘기고 봉국으로 가도록 하였다. 여록은 역기 등의 말대로 하였고, 결국 궁궐은 대신들이 장악하였다. 여산은 살해당하였고, 여록을 포함한 여씨 일족은 모두 주살되었다. 이 무렵 역상이 죽으니, 역기는 아버지의 뒤를 이어 곡주후(曲周侯)가 되었다.
경제 3년(기원전 154년), 오왕 유비 등 일곱 나라의 제후왕이 반란을 일으켰다(오초칠국의 난). 역기는 반란에 가담한 조왕 유수를 쳐 수도 한단(邯鄲)을 포위하였다. 그러나 조왕은 일곱 달을 항전하였고, 제나라를 구원하고 돌아오던 길인 난포가 합류하여 한단을 함락시켰다.
역기는 평원군(平原君) 장아(臧兒)를 아내로 삼으려 하였다. 장아는 연왕 장도의 손녀이자 효경황후의 생모로, 경제에게는 장모였다. 경제는 노하여 역기를 잡아들여 관리에게 넘겼고, 경제 8년(기원전 149년) 역기의 작위를 박탈하였다. 곧 역기의 형제 역견을 목후(繆侯)에 봉하여 가문을 잇게 하였다.

## 평가
친구 여록을 죽음으로 내몰았기 때문에, 당대에는 친구를 팔았다는 오명을 뒤집어썼다. 그러나 훗날 북송의 시인 소식은 역기의 행동이 어쩔 수 없는 것이었다고 변호하였다.

## 가계

### 관련 인물
- 역상
- 역이기

| 전임 아버지 곡주경후 역상 | 제2대 전한의 곡주후 기원전 180년 ~ 기원전 149년 | 후임 (봉국 폐지) |